# Sol Linhas Aéreas
Sol Linhas Aéreas war eine brasilianische Fluggesellschaft mit Sitz in Cascavel und Basis auf dem Flughafen Toledo (Bundesstaat Paraná). 

## Geschichte
Sol Linhas Aéreas wurde 2008 gegründet und nahm am 12. Oktober 2009 den Flugbetrieb auf. Im Dezember 2010 stellte man den Flugbetrieb vorübergehend ein; er wurde jedoch am 28. März 2011 wieder aufgenommen.
Im Januar 2016 stellte Sol Linhas Aereas den Flugbetrieb erneut ein.

## Flugziele
Ab Toledo flog die Fluggesellschaft nach Curitiba und nach Umuarama.

## Flotte
Mit Stand Januar 2016 bestand die Flotte der Sol Linhas Aereas aus einem Flugzeug:
| Flugzeugtyp        | Anzahl | bestellt | Anmerkungen | Sitzplätze |
| ------------------ | ------ | -------- | ----------- | ---------- |
| LET L-410 Turbolet | 1      |          |             | 19         |
| Gesamt             | 1      | -        |             |            |